# スティーブ・マッティン
スティーブ・マッティン（Steve Mattin、1964年10月29日 - ）は、イギリスのカーデザイナー。メルセデス・ベンツのシニアデザインマネージャーやボルボ・カーズのデザインディレクター兼上級副社長を歴任し、現在はアフトヴァースのチーフデザイナーを務めている
。

## 来歴
マッティンは1964年10月29日、イングランドのベッドフォードに生まれ、ウートンで育った。1987年にコヴェントリー大学を卒業（インダストリアルデザイン専攻）し、メルセデス・ベンツのデザイナーとなった。1990年にはシニアデザイナー、1993年にはデザインマネージャーとなった。1997年、マッティンがエクステリアデザインを手がけたAクラスが発売され、このプロジェクトによって彼はAUTOCAR誌のデザイナー・オブ・ザ・イヤーに選出された。1998年にはSクラスのエクステリアデザインも担当した。
2000年、マッティンはシニアデザインマネージャーの役職に就き、2005年に退社するまでの間、Sクラス、Mクラス、GLクラス、Rクラス、SL、SLK、SLRマクラーレンの内外装デザインを監修した。特に、MクラスとGLクラス、そしてグランドスポーツツアラーコンセプトとその市販モデルであるRクラスについては全責任を任された。
2005年5月、マッティンはスウェーデンのボルボ・カーズのデザイン担当上級副社長に就任。デザインディレクターとしてXC60、S60/V60、C30/C70のフェイスリフトなどを監修した。
2009年4月にボルボを退社し、しばらくはスウェーデンのウメオ大学で教鞭をとったり、フリーランスのデザインコンサルタント業を行っていた。
2011年10月、マッティンはロシアのアフトヴァースにチーフデザイナーとして入社した。2012年8月、マッティンの手がけた最初の車種で、今後のラーダのデザインの方向性を示唆するXRAYコンセプトがモスクワ国際モーターショーに出展された。

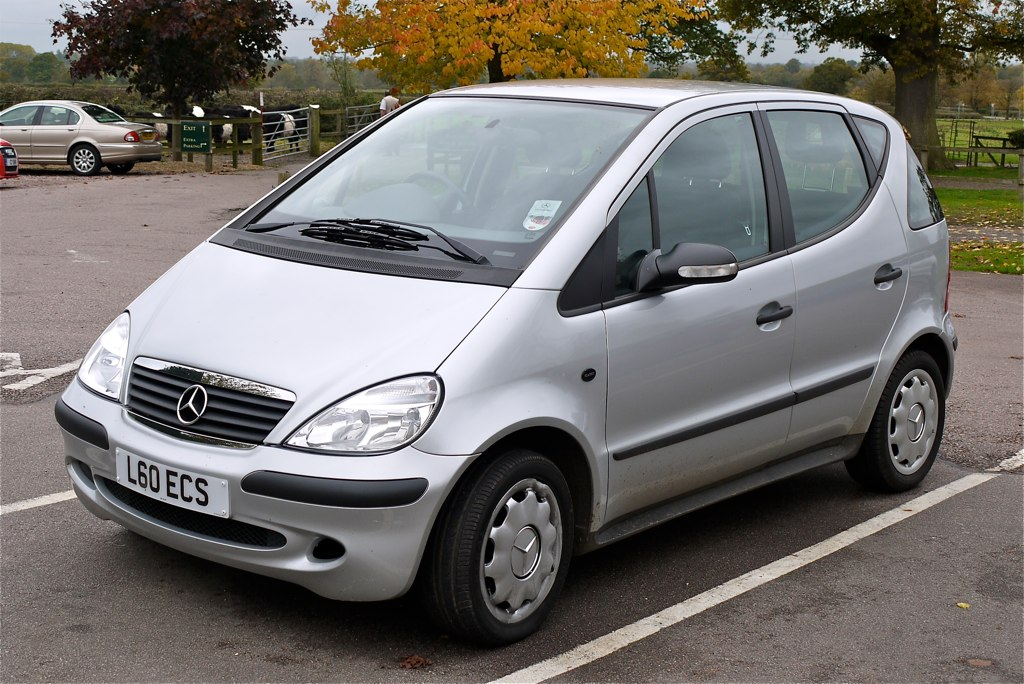
メルセデス・ベンツ・Aクラス
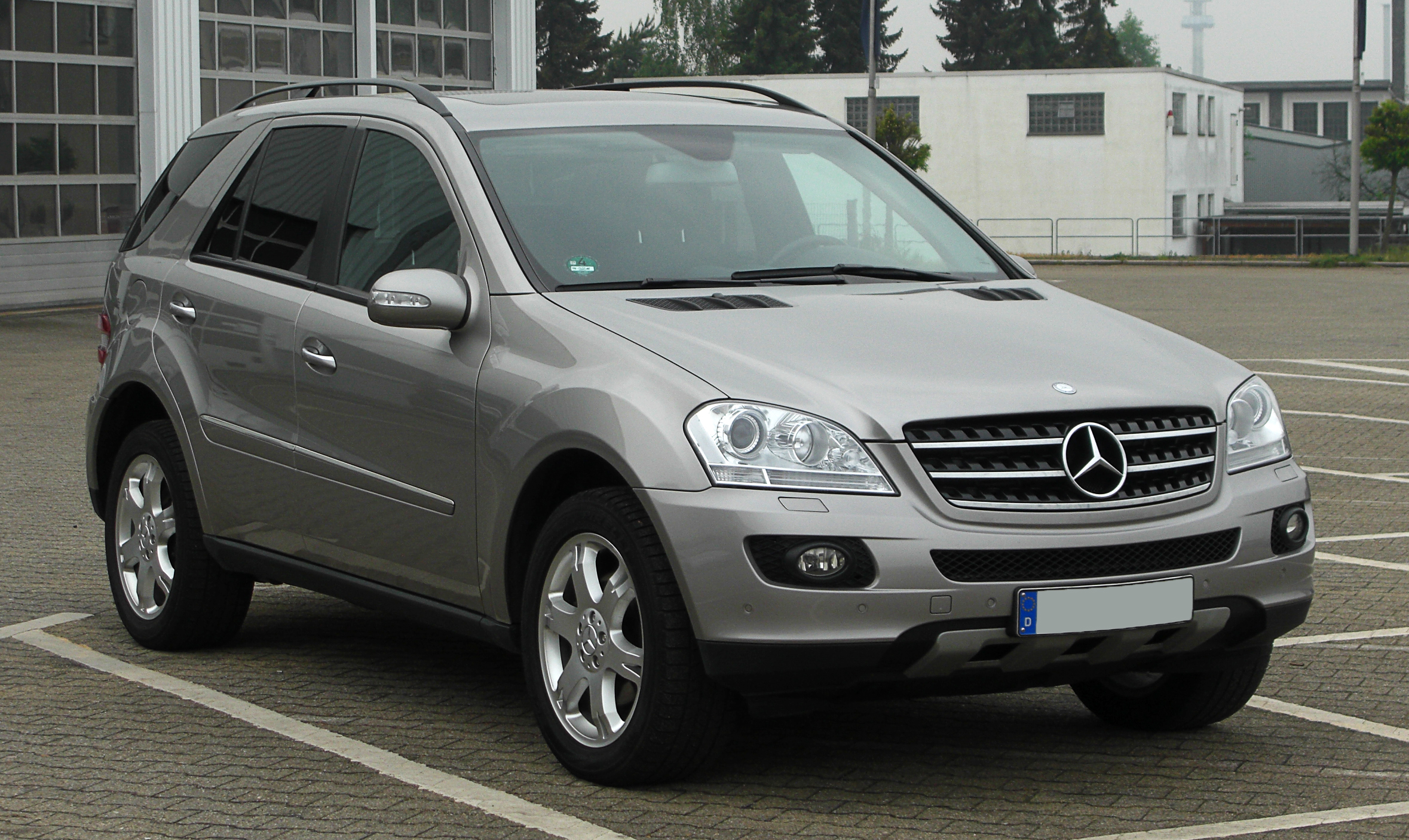
メルセデス・ベンツ・Mクラス
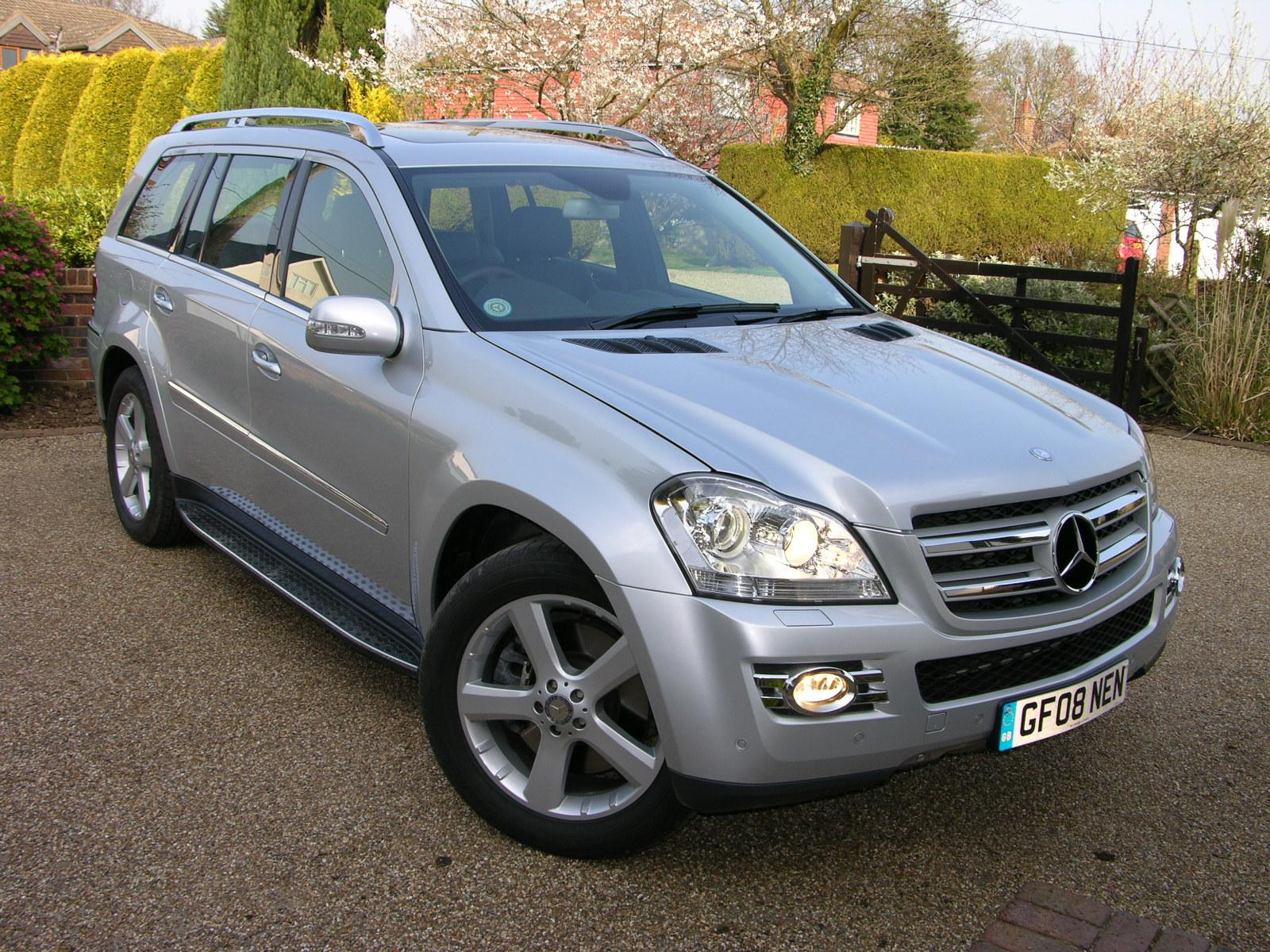
メルセデス・ベンツ・GLクラス
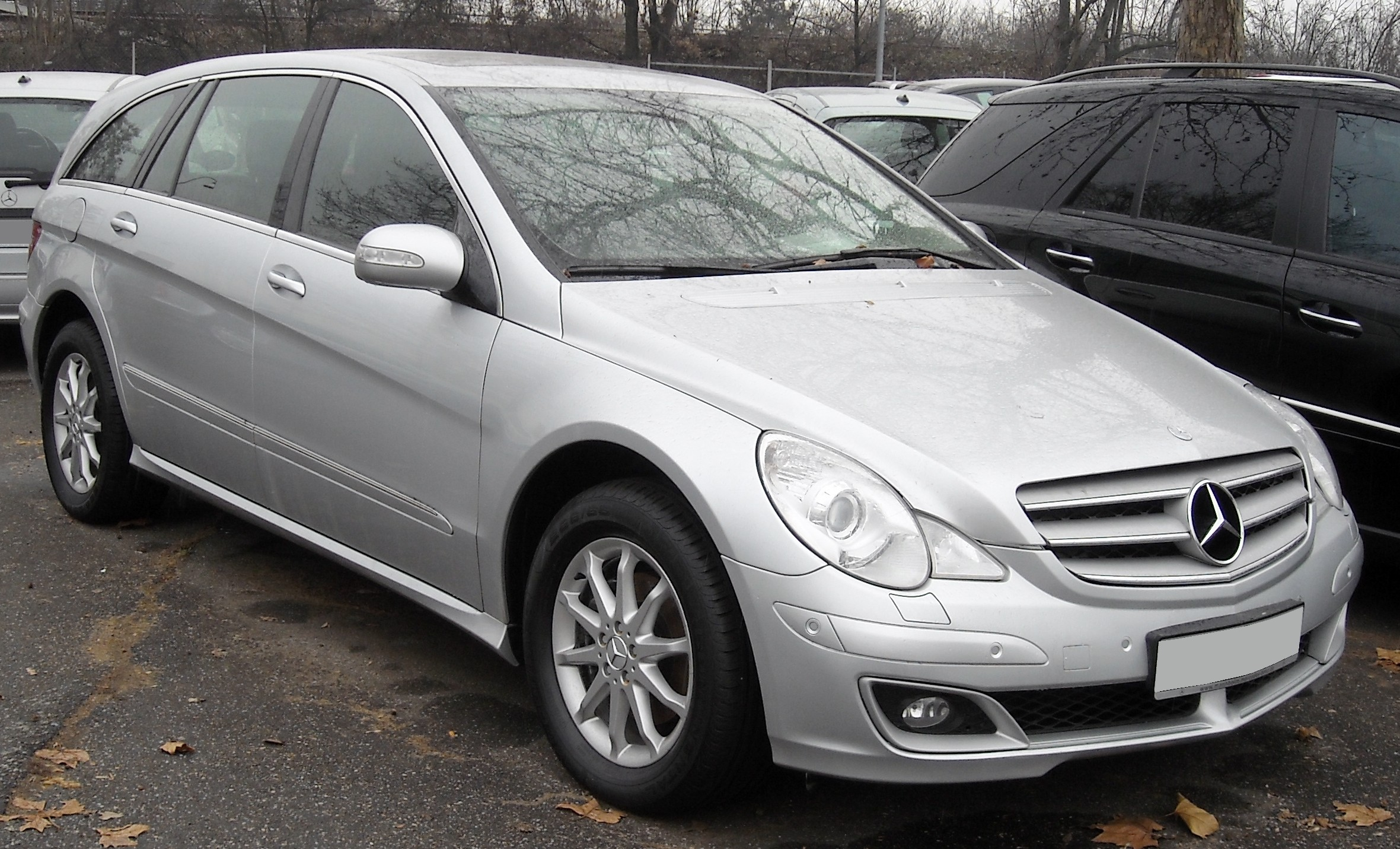
メルセデス・ベンツ・Rクラス
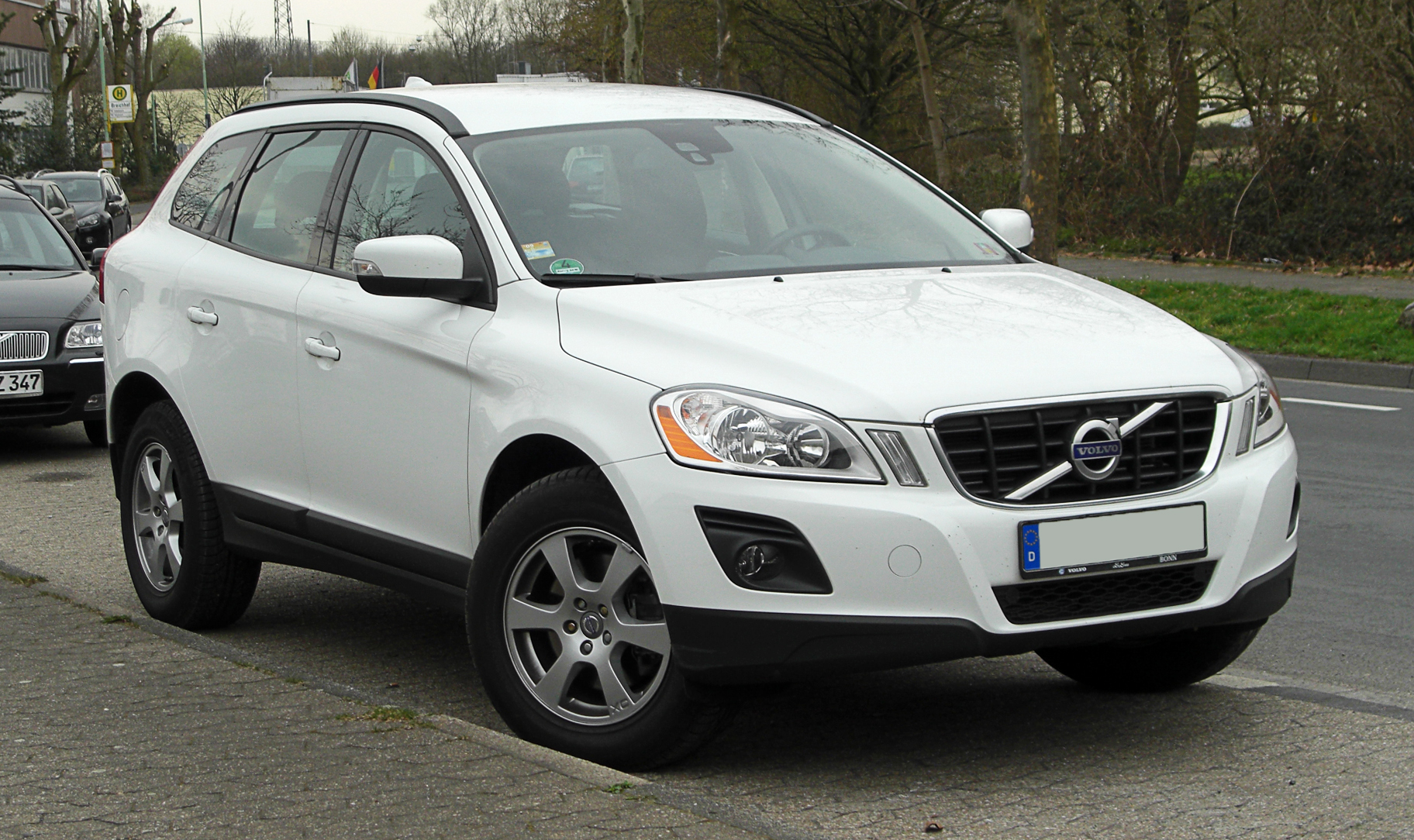
ボルボ・XC60
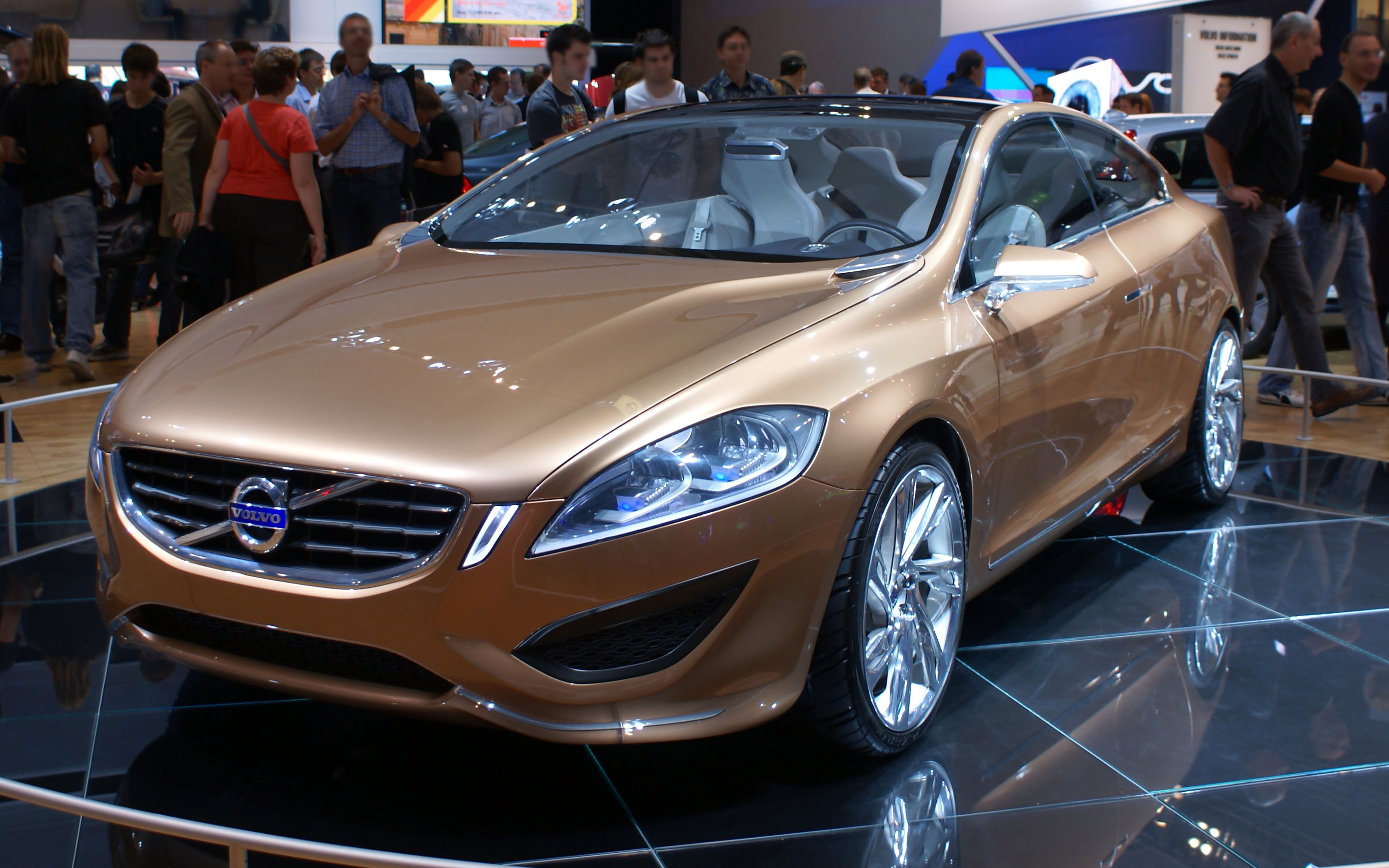
ボルボ・S60コンセプト
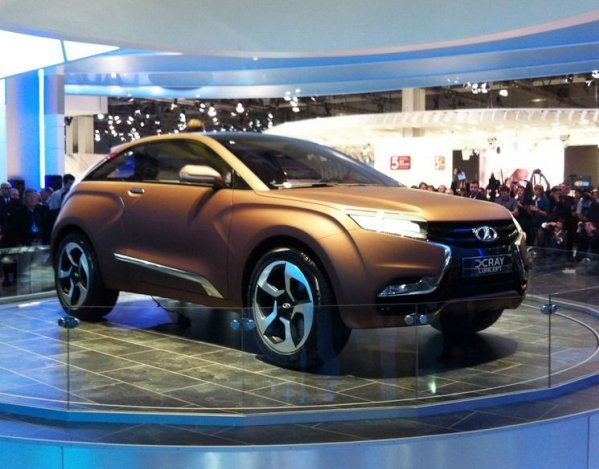
ラーダ・XRAY（フロント）
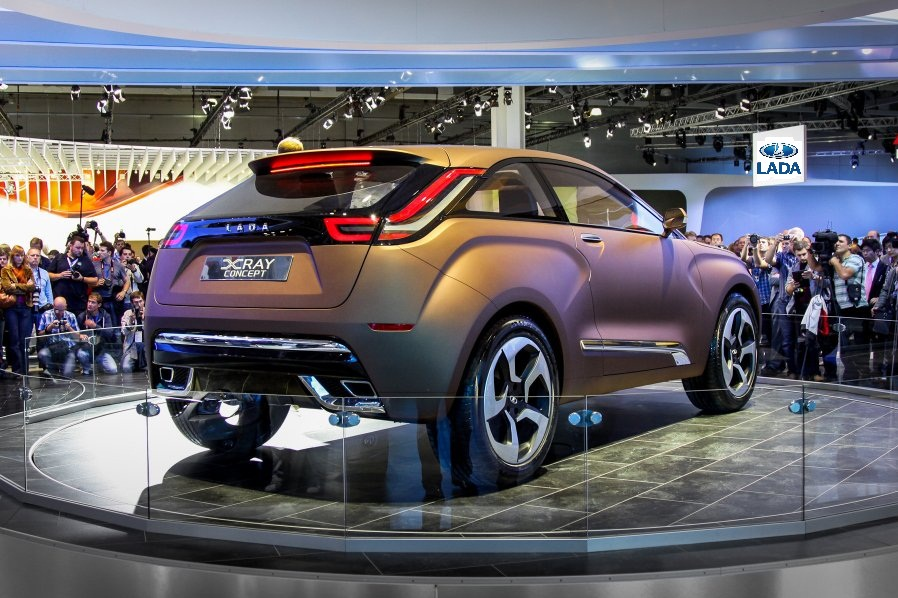
ラーダ・XRAY（リア）